# 바비 킴 (배우)
바비 킴(Bobby Kim, 본명: 김웅경(金雄經), 1941년 4월 25일~)은 미국에서 무술영화배우로 활약을 하였고 '한국의 찰스 브론슨'이라 일컬어진 대한민국의 영화배우이다.

## 생애
서울 마포구에서 출생하였고 경기도 김포에서 잠시 유아기를 보낸 적이 있는 그는 1961년 태권도 사범으로 첫 입문하였으며 1968년 미국에 건너가 이듬해 1969년부터 미국에서 태권도 사범으로 활동하다가 1년 후 1970년에 귀국하여 같은 해 1970년부터 1973년까지 대한민국 공군 사병으로 복무하였고 1973년 다시 미국에 건너가 태권도 사범 활약을 재개하다가 이듬해 1974년 다시 귀국하여 1년 후 1975년 영화 《죽엄의 승부》로 영화배우 데뷔하였으며 1988년 수필가로도 등단하였고 이후 1997년까지 액션 무술영화배우 활동으로 많은 인기를 누린 그는 현재 미국에서 태권도 무예 지도를 다시 하고 있다.

## 학력
- 서울우석국민학교 졸업
- 동도중학교 졸업
- 동도공업고등학교 졸업
- 서울우석대학교(지금의 고려대학교) 국어국문학과 학사(1968년)

## 기타 이력
- 1987년 한국체육대학교 태권도학과 겸임교수
- 1988년 고려대학교 체육교육학과 전임강사

## 출연작

### 영화
- 1975년 《죽엄의 승부》
- 1975년 《지옥의 초대장》
- 1975년 《독사》
- 1976년 《왕룡》
- 1989년 《태권소년 어니와 마스터 킴》

## 저서

### 수필
- 1988년 《은막의 무예가》

## 같이 보기
- 황정리
- 황춘수
- 왕호
- 거룡